# Font dels Bous
Font dels Bous és una obra de l'Estany (Moianès) protegida com a Bé Cultural d'Interès Local.

## Descripció
La font dels Bous és una surgència natural d'aigua, situada a la vora del camí antic de Prats de Lluçanès, o Sant Feliu de Terrassola, prop de la riera de l'Estany i de la font de la Sala. La font consisteix en un mur de paredat de contenció de terres, del qual en surt un broc amb una aixeta. Hi ha un abeurador de pedra allargat.
A sota la font hi ha una bassa.

## Història
No es coneixen referències documentals sobre l'antiguitat de la font. En documentació del primer terç del segle XX el lloc rep el nom de "les fonts de la Sala", possiblement incloïa la font dels Bous.
Després d'una gran sequera, l'Ajuntament instal·là un sistema de bombeig d'aigües des d'aquesta font fins al nucli urbà segons el projecte de l'enginyer barceloní Cèsar Molinas. D'aquesta instal·lació es conserva la caseta de la central d'elevació d'aigües, al costat de la font.